# Hipòtesi d'Agustí

La hipòtesi d'Agustí suggereix que l'Evangeli segons Mateu va ser escrit primer. L'Evangeli segons Marc va ser escrit fent servir Mateu com a font. Després l'Evangeli segons Lluc va ser escrit utilitzant el de Marc i el de Mateu.

La hipòtesi d'Agustí o hipòtesi agustiniana és una solució al problema sinòptic que es refereix a l'origen dels Evangelis del Nou Testament. La hipòtesi sosté que l'Evangeli segons Mateu va ser el primer a ser escrit. Marc va escriure en segon lloc el seu evangeli i va fer servir Mateu i la predicació de Sant Pere com a fonts. Lluc va escriure el seu evangeli i era conscient dels dos evangelis precedents. A diferències d'algunes hipòtesis alternatives, aquesta hipòtesi no es basa en, ni advoca per l'existència de qualsevol document que no es menciona explícitament al testimoni històric. En canvi, la hipòtesi es basa principalment en el testimoni històric, en comptes de la crítica textual, com la línia central d'evidència. El fonament d'evidència per a la hipòtesi són els escrits dels Pares de l'Església: les fonts històriques que daten tan aviat com la primera meitat del segle ii, que s'han mantingut com autoritaris per la majoria dels cristians durant dos mil·lennis. Per acabar, els que donen suport a la hipòtesi agustiniana ho veuen com una solució simple, coherent al problema sinòptic.
La hipòtesi agustiniana aborda alguns punts fonamentals de discòrdia que envolten el problema sinòptic, com el grau de fiabilitat de la tradició cristiana primitiva; quin evangeli es va escriure primer; si hi ha altres fonts desconegudes rere els evangelis; en quina mesura, en aquest cas, els evangelis van ser redactats fent servir aquest material; i en quina mesura els evangelis van ser alterats entre el moment en què van ser escrits originalment i el temps d'aparició dels primers manuscrits que n'han sobreviscut. Aquestes i d'altres qüestions es plantegen i les resolucions alternatives són proposades pels defensors d'altres hipòtesis, com la teoria de les dues fonts, la Font Q, la teoria de Farrer, i d'altres.

## Origen d'aquesta hipòtesi

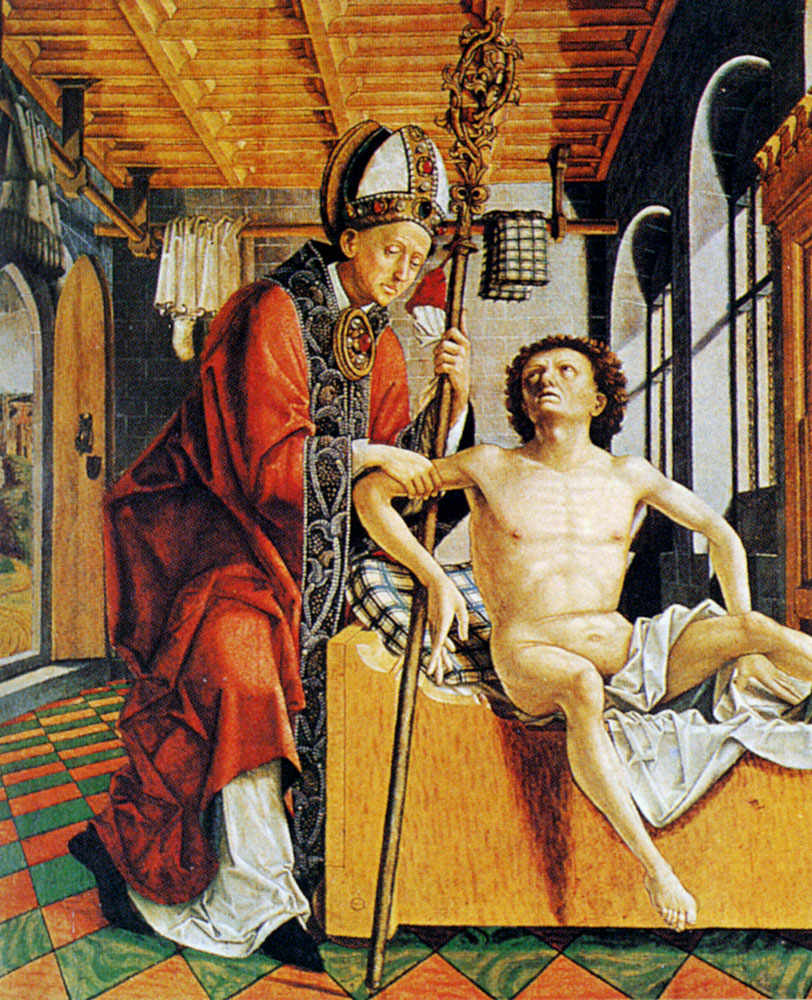
Sant Agustí d'Hipona alliberant un presoner, de Michael Pacher (1430-1498).

La hipòtesi pren el nom d'Agustí d'Hipona, un dels primers bisbes del segle v i Pare de l'Església, qui va escriure:
Ara, aquests quatre evangelistes, els noms dels quals han guanyat la circulació més notable arreu del món, i el nombre del qual s'ha fixat en quatre, […] es creu que han escrit en l'ordre següent: primer Mateu, a continuació Marc, en tercer lloc Lluc i per acabar Joan.
D'aquests quatre, és cert, només de Mateu se'n diu que s'ha escrit en hebreu; els altres en grec. I tanmateix, pot semblar que han mantingut cadascun d'ells un cert ordre de la narració pròpia de si mateixos, això certament no s'ha d'entendre com si cada escriptor individual va escollir escriure en la ignorància del que el seu predecessor havia fet [...].
Marc va cer cèlebrement desestimat per Agustí com «pedissequus et breviator Matthaei» (l'assistent i abreviador de Mateu), en directe contraste amb la visió més comunament sostinguda al món acadèmic d'avui, que l'Evangeli segons Marc va ser el primer a escriure's. Sant Agustí també va discutir els punts en comú entre els evangelis sinòptics, incloent el llenguatge idèntic que es troba a Mateu, Marc i Lluc. Sant Agustí no va ser el primer a articular aquest punt de vista, atès que Ireneu de Lió i Orígenes, entre d'altres, van compartir aquest ordre. Tanmateix, Agustí d'Hipona va ser el primer autor a donar una anàlisi textual acadèmica detallada de la interdependència dels tres texts, i a articular una teoria amb el propòsit exprés d'explicar aquest fet.

## La tradició antiga
Tots els Pares de l'Església que van escriure sobre l'ordre i l'autoria dels evangelis canònics van donar suport a algunes idees bàsiques de la hipòtesi agustiniana. Els Pares, els escrits dels quals van sobreviure i que van escriure sobre l'autoria, són gairebé unànimes: coincideixen que Mateu va ser l'autor que va escriure primer, i ho va fer en hebreu. Un nombre de fonts a l'antiguitat afirmava que Marc va escriure el seu evangeli després de Mateu sobre la base de la predicació de Sant Pere. Diversos elements d'aquesta tradició es troben als escrits d'Ireneu de Lió. Orígenes, Eusebi, et al.

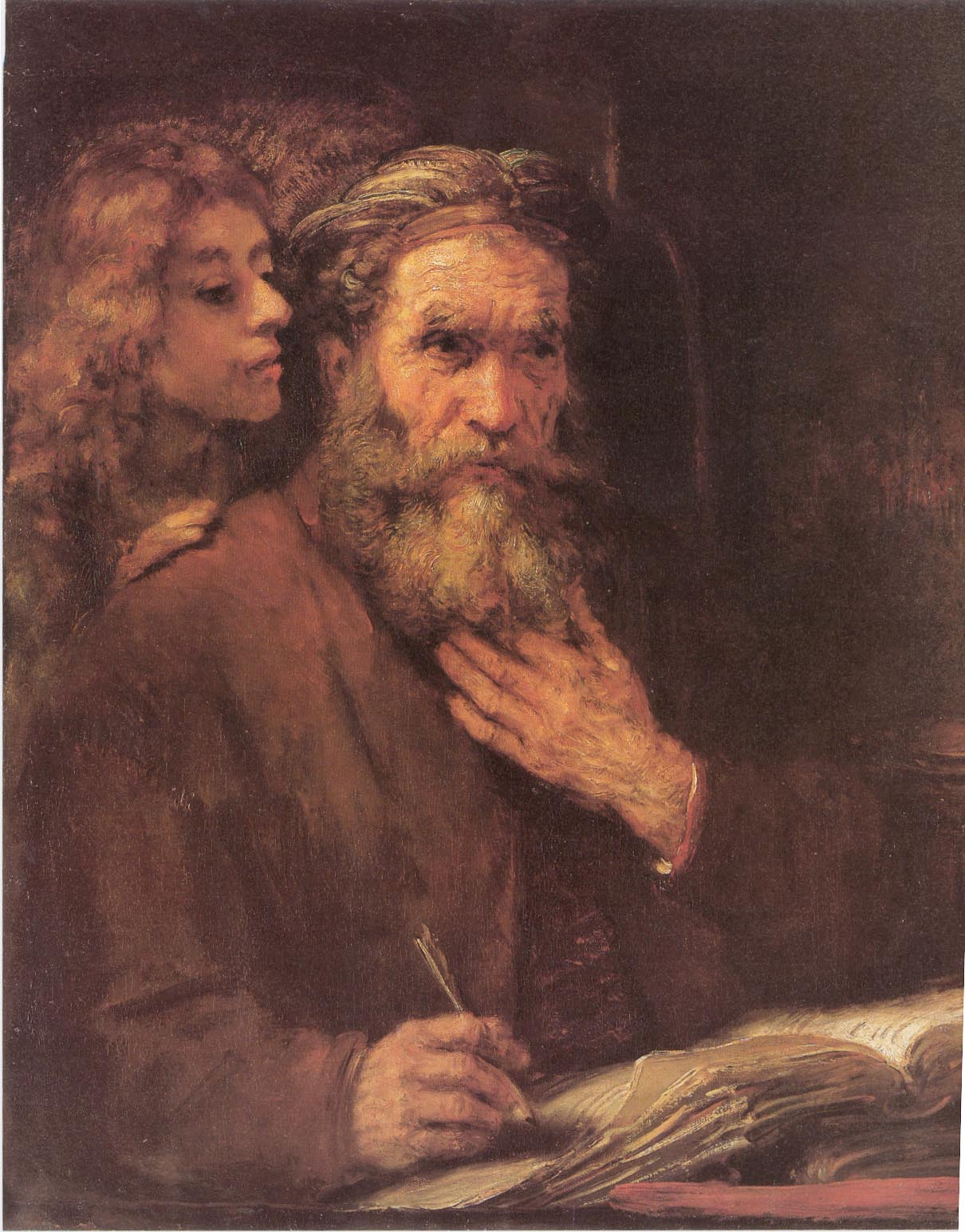
Mateu l'evangelista inspirat per un àngel, de Rembrandt.

El text de l'evangeli va circular amb un títol «segons Mateu», una tradició indiscutiblement reconeguda abans del final del segle ii. A més a més, el títol «segons Mateu» es troba als manuscrits més antics. Diversos experts han argumentat que el títol ha d'estar datat, com a màxim, cap a l'any 125 dC. Molts estudiosos contemporanis, tanmateix, creuen que va ser originàriament anònim.
Les referències més antigues que sobreviuen de la tradició de l'evangeli són citades per Eusebi i diferents però relacionades tradicions apareixen a les obres de Pàpies de Hieràpolis (qui va escriure a la primera meitat del segle II) i a les obres de Climent d'Alexandria. Una tercera font antiga, Ireneu de Lió, també proporciona més informació sobre les tradicions, en especial la de Pàpies, i, possiblement, afegeix una tercera tradició relacionada amb les fonts. Aquestes tradicions relacionades generalment estan d'acord en els punts principals discordants dins de la hipòtesi d'Agustí, tot i que no sense discrepàncies. En comptes de veure's com una refutació de la hipòtesi, en canvi, aquests discrepàncies es citen sovint com a defensa, atès que contradiuen l'argument que tota la tradició no és més que una repetició inicial de Pàpies (per tant, si fos així, el gran nombre de fonts històriques que donen suport a la teoria serien intranscendents). En canvi, el lleuger desacord està realment a favor de múltiples i properes tradicions idèntiques.

### Pàpies
Segons Ireneu, Pàpies va ser «un oient de Joan i company de Policarp, un home dels temps primitius», que va escriure un volum de «cinc llibres». L'avantatge de la immediatesa històrica, com argumenta Fischer, és un dels principals factors determinants de la historicitat, i Pàpies és una font molt primerenca en el que es refereix al testimoni que Mateu va escriure el seu evangeli primer. Pàpies ho escriu de la següent manera:
Mateu compilà les dites en llengua hebrea, i cada persona els interpretava com podia. [La «llengua hebrea» mencionada per Pàpies sovint s'ha interpretat com a arameu].
Això, també l'Ancià [Joan el Presbíter] solia dir. Marc, que havia estat intèrpret de Pere, escrigué amb cura, però no en ordre, tot el que recordava de dites i fets del Senyor. Car ell no havia escoltat el Senyor o havia estat un dels seus seguidors, sinó posteriorment, com ja he dit, un de Pere. Pere adaptava les seves ensenyances a l'ocasió, sense fer una disposició sistemàtica de les dites del Senyor, per la qual cosa Marc estava força justificat en anotar algunes coses tal com ell les recordava. Perquè ell tenia un sol propòsit: no ometre res del que havia sentit, i no fer-n'hi cap declaració equivocada
S'ha argumentat, perquè Pàpies no cita una autoritat per a les seves afirmacions relatives a Mateu però si amb relació a Marc, que Mateu estava ja plenament acceptat en el moment dels seus escrits.

### Climent
Eusebi també va registrar una important tradició de Climent d'Alexandria:
Als propis volums, Climent hi trobà espai per a una tradició de les autoritats primitives de l'Església respecte de l'ordre dels evangelis. És això. Solia dir que els primers evangelis foren els qui contenen les genealogies [Mateu i Lluc], mentre que Marc s'originà de la següent manera: Quan, a Roma, Pere havia predicat obertament la paraula i per l'Esperit havia proclamat l'evangeli, el nombrós públic instà Marc, qui l'havia seguit durant molt de temps i recordava el que havia dit, a escriure-ho tot. Això ho feu, fent el seu evangeli disponible a tots aquells que el requerien. Quan Pere se n'assabentà, ell no hi feu cap objecció, i no en donà un estímul especial. Per acabar, conscient que els fets físics havien estat registrats als evangelis, alenat pels seus alumnes i irresistiblement mogut per l'Esperit, Joan escrigué un evangeli espiritual.
Aquesta font afirma múltiples autoritats de l'antiguitat, no només Pàpies; això es pren com evidència en contra de l'opinió que el testimoni dels Pares es basa únicament en el testimoni de Pàpies. A més a més, la tradició de Climent està d'acord amb el punt significatiu de la discòrdia: la prioritat de Mateu. Tanmateix, Climent entra en conflicte amb la hipòtesi agustiniana en relació amb l'ordre de Marc i Lluc. La hipòtesi de Griesbach intenta resoldre la dificultat respecte d'aquest punt de controvèrsia secundària declarant que Lluc va escriure abans que Marc.

### Ireneu
Ireneu, que estava familiaritzat amb l'obra de Pàpies i que coneixia Policarp i possiblement fins i tot l'apòstol Joan, va escriure:
Ara Mateu publicà també un llibre de l'Evangeli entre els hebreus en el seu propi dialecte, mentre Pere i Pau estaven predicant l'evangeli a Roma i fundant-hi l'Església.
Ireneu dona aquí una altra tradició d'acord amb Pàpies, tot i que hi conté més informació. Això s'ha pres com una evidència d'una tercera tradició, però en harmonia amb Pàpies. Tanmateix, Ireneu col·loca la composició de Marc després de la mort de Pere, mentre que Climent (i altres com Orígenes i Eusebi) van afirmar que Pere era viu i va aprovar aquesta obra. No obstant això, a causa que la hipòtesi agustiniana no s'ocupa de si Pere era viu en el moment de la composició de Marc o no, aquesta discrepància no és una base per a l'objecció a la teoria.
No existeix una versió original en arameu de Mateu en el sentit que cap còpia n'ha sobreviscut fins als nostres temps. Molts defensors de la hipòtesi d'Agustí sostenen que l'actual Mateu grec és una traducció completa de l'original Mateu arameu. Aquesta teoria té un fort suport en diversos Pares de l'Església. Pàpies, Ireneu, Orígenes, Eusebi, Epifani i Jeroni d'Estridó: tots estan d'acord que el Mateu original va ser escrit en hebreu. Jeroni àdhuc va afirmar haver trobat l'original arameu de Mateu a la biblioteca de Pàmfil el Màrtir. Eusebi va escriure al c. 325 que Pantè va trobar una còpia de l'Evangeli segons Mateu escrit en hebreu a l'Índia, i que havia estat deixat allà per Bartolomeu. El c. 376 Epifani va escriure que «no hi havia dubte» que una secta a Palestina encara emprava el text original hebreu «tal com fou escrit originàriament». I, per descomptat, Agustí també va repetir aquesta tradició. D'altres autors que van donar suport a la tradició i que cal mencionar són Pantè, Sant Atanasi, Joan Crisòstom, Ciril de Jerusalem, Gregori de Nazianz et al.

## El renaixement agustinià
La posició agustiniana, i la hipòtesi semblant de Griesbach, ha atret l'interès recent, sobretot de Christopher Butler, John Wenham i W.R. Farmer, entre d'altres, com una alternativa de solució al problema sinòptic, i s'ha fet servir com una refutació acadèmica de la prioritat de Marc, la Font Q i la teoria de les dues fonts. Butler va argumentar que acceptar la prioritat de Mateu fa possible prescindir la hipotètica Font Q en conjunt, una posició que ell defensa en arguments relatius a la inadmissibilitat d'apel·lar Q com una explicació racional dels casos en què Mateu sembla més original que Marc. Farmer argumenta que una modificació de la hipòtesi agustiniana, ordenant Mateu-Lluc-Marc, va eliminar tots els motius de l'existència de la Font Q, una posició que té credibilitat per a W.C. Allen i per a altres. De la mateixa manera s'ha assenyalat que les diferències entre els evangelis sinòptics s'expliquen fàcilment per efectes dels autors que per diferents redaccions o omissions a causa de la ignorància forçada. D'altra banda, en contra de certs arguments que el «primitivisme» de les idees dins dels evangelis és el factor determinant en la seva interdependència literària, s'observa que la definició de «primitivisme» comporta dificultats òbvies.